# لائورا ویسمار
لائورا وِیسمار (اسپانیایی: Laura Weissmahr‎؛ زادهٔ ۱۹۹۲) بازیگر اهل اسپانیا است. وی تحصیلات خود را در رشتهٔ بازیگری در بارسلون گذراند و سپس در رشته تهیه‌کنندگی سینما و تلویزیون در دانشگاه وست‌مینستر بریتانیا ادامه تحصیل داد. وی بابت نقش‌آفرینی‌هایش برندهٔ جوایزی چون سمینسی، جایزه گائودی، سان جوردی و جایزه گویای بهترین بازیگر جدید زن شده است.
از فیلم‌هایی که وی در آن‌ها نقش داشته است، می‌توان به عبور از خط قرمز اشاره نمود.